# Menhir von Ballyellin
Der Menhir von Ballyellin im Townland Ballyellin and Tomdarragh (irisch Baile Eilín agus Tom Darach) ist ein Granitmenhir (englisch Standing stone) auf einer Weide östlich von Goresbridge im County Kilkenny am äußersten Rand des County Carlow in Irland.
Der Stein ist etwa 2,65 Meter hoch, 0,7 m breit und 0,55 m dick. Es ist einer von mehreren gerillten Steinen in Carlow der einzigen Grafschaft in Irland, in der Steine dieser Art stehen. Weitere Beispiele sind in Ardristan, Glenoge und Williamstown zu sehen. Die hier etwa 0,6 m langen Rillen sind kleiner als die der anderen.
In der Nähe liegen die Portal Tombs von Ballygraney und Kilgraney.